# Walter Norman Haworth
Walter Norman Haworth (født 19. marts 1883, død 19. marts 1950) var en engelsk forsker, som blev professor organisk kemi først i Durham og senere i Birmingham.
Han opdagede, at en række kulhydrater og deriblandt glucose er bygget over en ringformet struktur af forbundne kulstofatomer. I forbindelse med sit arbejde opfandt han Haworth-projektionen, der viser strukturen i dens rumlige form.
Han fandt en forbindelse, som han kaldte ascorbinsyre (fordi den modvirker scorbutus, = skørbug) eller C-vitamin. Dette stof lykkedes det ham og Sir Edmund Hirst at fremstille kunstigt i 1934. 
Han modtog sammen med Paul Karrer Nobelprisen i kemi i 1937 for arbejdet med C-vitamin og kulhydrater.